# Eugène Dubois
Marie Eugène François Thomas Dubois (1858-1940) là nhà cổ sinh vật học và nhà địa chất học người Hà Lan. 

## Phát hiện người Java
Eugène Dubois, người bị thu hút bởi thuyết tiến hóa của Charles Darwin, đặc biệt là về con người, quyết định tới châu Á, nơi mà khi đó được coi là cái nôi của loài người, để tìm kiếm tổ tiên loài người vào năm 1886.
Năm 1891, đội của ông đã phát hiện ra một hóa thạch người trên đảo Java, Đông Ấn thuộc Hà Lan (nay là Indonesia) và ông miêu tả loài này là Pithecanthropus erectus (từ tiếng Hy Lạp πίθηκος, pithecos = "vượn", và ἄνθρωπος, anthropos = "người"), cụ thể hơn là "một loài trung gian giữa người và khỉ không đuôi", dựa trên một xương chỏm (nắp hộp sọ) và một xương đùi giống như của H. sapiens tìm thấy trên bờ sông Solo ở Trinil, Đông Java. Loài này hiện nay được coi là phân loài H. erectus erectus của H. erectus. Phát hiện này được biết đến như là người Java. 